# Champion des champions de snooker 2021
Le Champion des champions 2021 est un tournoi de snooker professionnel appartenant à la catégorie non-classée. Il a lieu du 15 au 21 novembre 2021 au Bolton Whites Hotel de Bolton en Angleterre. Il est sponsorisé par le concessionnaire automobile britannique Cazoo.

## Déroulement

### Contexte avant le tournoi
Le tournoi rassemble 16 participants, vainqueurs de tous les tournois classés et non-classés qui ont été disputés depuis la dernière édition en 2020. Participent également le finaliste du dernier championnat du monde et le champion du monde seniors. Étant donné que tous ces tournois n'ont été remportés que par 13 joueurs différents et que le champion en titre a déclaré forfait, les quatre joueurs étant les mieux placés au classement mondial sont invités. 
Mark Allen est le tenant du titre, il s'était imposé l'an passé face à Neil Robertson en finale sur le score de 10 manches à 6.

### Faits marquants
Mark Allen choisit de ne pas défendre son titre pour des raisons personnelles.
Mark Selby atteint la barre symbolique des 700 centuries en carrière, tandis que Neil Robertson atteint celle des 800 centuries.
Judd Trump remporte seize manches consécutives, notamment à la suite de victoires 6-0 en quart de finale et en demi-finales. Il s'impose en finale 10-4 face à John Higgins, l'écossais essuyant un troisième revers consécutif après l'Open d'Irlande du Nord et l'Open d'Angleterre.

## Dotation
La répartition des prix est la suivante :
- Vainqueur : 150 000 £
- Finaliste : 60 000 £
- Demi-finalistes : 30 000 £
- Finalistes du groupe : 17 500 £
- Demi-finalistes du groupe : 12 500 £

Dotation totale : 440 000 £

## Joueurs qualifiés
Les joueurs qualifiés pour l'épreuve sont :
- les vainqueurs des 16 tournois classés qui ont été disputés depuis la dernière édition,
- les vainqueurs des 2 tournois non-classés (dont le Masters 2021) qui ont été disputés depuis la dernière édition,
- le tenant du titre,
- le vainqueur du championnat du monde seniors 2021,
- le finaliste du championnat du monde 2021.

Quatre joueurs sont qualifiés grâce à leur classement mondial, bien qu'ils n'aient remporté aucun tournoi.
| Tournoi                                    | Date de la finale du tournoi | Vainqueur            |
| ------------------------------------------ | ---------------------------- | -------------------- |
| Champion des champions 2020                | 8 novembre 2020              | Mark Allen (forfait) |
| Championnat du Royaume-Uni 2020            | 6 décembre 2020              | Neil Robertson       |
| Masters 2021                               | 17 janvier 2021              | Yan Bingtao          |
| Championnat du monde 2021                  | 3 mai 2021                   | Mark Selby           |
| Grand Prix mondial 2020 (2e épreuve)       | 20 décembre 2020             | Judd Trump           |
| Masters d'Allemagne 2021                   | 31 janvier 2021              | Judd Trump           |
| Championnat des joueurs 2021               | 28 février 2021              | John Higgins         |
| Séries professionnelles 2021               | 21 mars 2021                 | Mark Williams        |
| Championnat de la ligue 2021 (1re épreuve) | 2 avril 2021                 | Kyren Wilson         |
| Championnat du circuit 2021                | 28 mars 2021                 | Neil Robertson       |
| Championnat de la ligue 2021 (2e épreuve)  | 13 août 2021                 | David Gilbert        |
| Open de Grande-Bretagne 2021               | 22 août 2021                 | Mark Williams        |
| Open d'Irlande du Nord 2020                | 22 novembre 2020             | Judd Trump           |
| Open d'Écosse 2020                         | 13 décembre 2020             | Mark Selby           |
| Open du pays de Galles 2021                | 21 février 2021              | Jordan Brown         |
| Open d'Irlande du Nord 2021                | 17 octobre 2021              | Mark Allen (forfait) |
| Open d'Angleterre 2021                     | 7 novembre 2021              | Neil Robertson       |
| Championnat du monde 2021 (finaliste)      | 3 mai 2021                   | Shaun Murphy         |
| Open de Gibraltar 2021                     | 7 mars 2021                  | Judd Trump           |
| Snooker Shoot-Out 2021                     | 7 février 2021               | Ryan Day             |
| Championnat du monde seniors 2021          | 9 mai 2021                   | David Lilley         |
| Classement mondial                         | 7 novembre 2021              | Ronnie O'Sullivan    |
| Classement mondial                         | 7 novembre 2021              | Stephen Maguire      |
| Classement mondial                         | 7 novembre 2021              | Ding Junhui          |
| Classement mondial                         | 7 novembre 2021              | Stuart Bingham       |

|  | Le joueur s'était déjà qualifié en gagnant un autre tournoi |

## Tableau
|  | Demi-finales du groupe (1er tour) au meilleur des 7 manches | Demi-finales du groupe (1er tour) au meilleur des 7 manches | Demi-finales du groupe (1er tour) au meilleur des 7 manches |   |                   | Finale du groupe (Quarts de finale) au meilleur des 11 manches | Finale du groupe (Quarts de finale) au meilleur des 11 manches | Finale du groupe (Quarts de finale) au meilleur des 11 manches |   |  | Demi-finales au meilleur des 11 manches | Demi-finales au meilleur des 11 manches | Demi-finales au meilleur des 11 manches |    |  | Finale au meilleur des 19 manches | Finale au meilleur des 19 manches | Finale au meilleur des 19 manches |
|  |                                                             |                                                             |                                                             |   |                   |                                                                |                                                                |                                                                |   |  |                                         |                                         |                                         |    |  |                                   |                                   |                                   |
|  |                                                             | Judd Trump                                                  | 4                                                           |   |                   |                                                                |                                                                |                                                                |   |  |                                         |                                         |                                         |    |  |                                   |                                   |                                   |
|  |                                                             | David Lilley                                                | 1                                                           |   |                   |                                                                |                                                                |                                                                |   |  |                                         |                                         |                                         |    |  |                                   |                                   |                                   |
|  |                                                             | David Lilley                                                | 1                                                           |   | Judd Trump        | 6                                                              |                                                                |                                                                |   |  |                                         |                                         |                                         |    |  |                                   |                                   |                                   |
|  | Groupe 1 (15 Novembre)                                      |                                                             |                                                             |   | Judd Trump        | 6                                                              |                                                                |                                                                |   |  |                                         |                                         |                                         |    |  |                                   |                                   |                                   |
|  |                                                             |                                                             | Ryan Day                                                    | 0 |                   |                                                                |                                                                |                                                                |   |  |                                         |                                         |                                         |    |  |                                   |                                   |                                   |
|  |                                                             | Stephen Maguire                                             | Ryan Day                                                    | 0 | 2                 |                                                                |                                                                |                                                                |   |  |                                         |                                         |                                         |    |  |                                   |                                   |                                   |
|  |                                                             | Stephen Maguire                                             |                                                             |   | 2                 |                                                                |                                                                |                                                                |   |  |                                         |                                         |                                         |    |  |                                   |                                   |                                   |
|  |                                                             | Ryan Day                                                    | 4                                                           |   |                   |                                                                |                                                                |                                                                |   |  |                                         |                                         |                                         |    |  |                                   |                                   |                                   |
|  |                                                             |                                                             |                                                             |   |                   |                                                                |                                                                | Judd Trump                                                     | 6 |  |                                         |                                         |                                         |    |  |                                   |                                   |                                   |
|  |                                                             |                                                             |                                                             |   |                   |                                                                |                                                                |                                                                | 6 |  |                                         |                                         |                                         |    |  |                                   |                                   |                                   |
|  |                                                             |                                                             | Kyren Wilson                                                | 0 |                   |                                                                |                                                                |                                                                |   |  |                                         |                                         |                                         |    |  |                                   |                                   |                                   |
|  |                                                             | Kyren Wilson                                                | Kyren Wilson                                                | 0 | 4                 |                                                                |                                                                |                                                                |   |  |                                         |                                         |                                         |    |  |                                   |                                   |                                   |
|  |                                                             | Kyren Wilson                                                |                                                             |   | 4                 |                                                                |                                                                |                                                                |   |  |                                         |                                         |                                         |    |  |                                   |                                   |                                   |
|  |                                                             | Jordan Brown                                                | 2                                                           |   |                   |                                                                |                                                                |                                                                |   |  |                                         |                                         |                                         |    |  |                                   |                                   |                                   |
|  |                                                             | Jordan Brown                                                | 2                                                           |   | Kyren Wilson      | 6                                                              |                                                                |                                                                |   |  |                                         |                                         |                                         |    |  |                                   |                                   |                                   |
|  | Groupe 4 (16 Novembre)                                      |                                                             |                                                             |   | Kyren Wilson      | 6                                                              |                                                                |                                                                |   |  |                                         |                                         |                                         |    |  |                                   |                                   |                                   |
|  |                                                             |                                                             | Neil Robertson                                              | 4 |                   |                                                                |                                                                |                                                                |   |  |                                         |                                         |                                         |    |  |                                   |                                   |                                   |
|  |                                                             | Neil Robertson                                              | Neil Robertson                                              | 4 | 4                 |                                                                |                                                                |                                                                |   |  |                                         |                                         |                                         |    |  |                                   |                                   |                                   |
|  |                                                             | Neil Robertson                                              |                                                             |   | 4                 |                                                                |                                                                |                                                                |   |  |                                         |                                         |                                         |    |  |                                   |                                   |                                   |
|  |                                                             | Mark Williams                                               | 2                                                           |   |                   |                                                                |                                                                |                                                                |   |  |                                         |                                         |                                         |    |  |                                   |                                   |                                   |
|  |                                                             |                                                             |                                                             |   |                   |                                                                |                                                                |                                                                |   |  |                                         |                                         | Judd Trump                              | 10 |  |                                   |                                   |                                   |
|  |                                                             |                                                             |                                                             |   |                   |                                                                |                                                                |                                                                |   |  |                                         |                                         |                                         | 10 |  |                                   |                                   |                                   |
|  |                                                             |                                                             | John Higgins                                                | 4 |                   |                                                                |                                                                |                                                                |   |  |                                         |                                         |                                         |    |  |                                   |                                   |                                   |
|  |                                                             | Ronnie O'Sullivan                                           | John Higgins                                                | 4 | 4                 |                                                                |                                                                |                                                                |   |  |                                         |                                         |                                         |    |  |                                   |                                   |                                   |
|  |                                                             | Ronnie O'Sullivan                                           |                                                             |   | 4                 |                                                                |                                                                |                                                                |   |  |                                         |                                         |                                         |    |  |                                   |                                   |                                   |
|  |                                                             | Stuart Bingham                                              | 2                                                           |   |                   |                                                                |                                                                |                                                                |   |  |                                         |                                         |                                         |    |  |                                   |                                   |                                   |
|  |                                                             | Stuart Bingham                                              | 2                                                           |   | Ronnie O'Sullivan | 1                                                              |                                                                |                                                                |   |  |                                         |                                         |                                         |    |  |                                   |                                   |                                   |
|  | Groupe 3 (18 Novembre)                                      |                                                             |                                                             |   | Ronnie O'Sullivan | 1                                                              |                                                                |                                                                |   |  |                                         |                                         |                                         |    |  |                                   |                                   |                                   |
|  |                                                             |                                                             | John Higgins                                                | 6 |                   |                                                                |                                                                |                                                                |   |  |                                         |                                         |                                         |    |  |                                   |                                   |                                   |
|  |                                                             | John Higgins                                                | John Higgins                                                | 6 | 4                 |                                                                |                                                                |                                                                |   |  |                                         |                                         |                                         |    |  |                                   |                                   |                                   |
|  |                                                             | John Higgins                                                |                                                             |   | 4                 |                                                                |                                                                |                                                                |   |  |                                         |                                         |                                         |    |  |                                   |                                   |                                   |
|  |                                                             | Ding Junhui                                                 | 3                                                           |   |                   |                                                                |                                                                |                                                                |   |  |                                         |                                         |                                         |    |  |                                   |                                   |                                   |
|  |                                                             |                                                             |                                                             |   |                   |                                                                |                                                                | John Higgins                                                   | 6 |  |                                         |                                         |                                         |    |  |                                   |                                   |                                   |
|  |                                                             |                                                             |                                                             |   |                   |                                                                |                                                                |                                                                | 6 |  |                                         |                                         |                                         |    |  |                                   |                                   |                                   |
|  |                                                             |                                                             | Yan Bingtao                                                 | 5 |                   |                                                                |                                                                |                                                                |   |  |                                         |                                         |                                         |    |  |                                   |                                   |                                   |
|  |                                                             | Shaun Murphy                                                | Yan Bingtao                                                 | 5 | 1                 |                                                                |                                                                |                                                                |   |  |                                         |                                         |                                         |    |  |                                   |                                   |                                   |
|  |                                                             | Shaun Murphy                                                |                                                             |   | 1                 |                                                                |                                                                |                                                                |   |  |                                         |                                         |                                         |    |  |                                   |                                   |                                   |
|  |                                                             | Yan Bingtao                                                 | 4                                                           |   |                   |                                                                |                                                                |                                                                |   |  |                                         |                                         |                                         |    |  |                                   |                                   |                                   |
|  |                                                             | Yan Bingtao                                                 | 4                                                           |   | Yan Bingtao       | 6                                                              |                                                                |                                                                |   |  |                                         |                                         |                                         |    |  |                                   |                                   |                                   |
|  | Groupe 2 (17 Novembre)                                      |                                                             |                                                             |   | Yan Bingtao       | 6                                                              |                                                                |                                                                |   |  |                                         |                                         |                                         |    |  |                                   |                                   |                                   |
|  |                                                             |                                                             | Mark Selby                                                  | 3 |                   |                                                                |                                                                |                                                                |   |  |                                         |                                         |                                         |    |  |                                   |                                   |                                   |
|  |                                                             | Mark Selby                                                  | Mark Selby                                                  | 3 | 4                 |                                                                |                                                                |                                                                |   |  |                                         |                                         |                                         |    |  |                                   |                                   |                                   |
|  |                                                             | Mark Selby                                                  |                                                             |   | 4                 |                                                                |                                                                |                                                                |   |  |                                         |                                         |                                         |    |  |                                   |                                   |                                   |
|  |                                                             | David Gilbert                                               | 3                                                           |   |                   |                                                                |                                                                |                                                                |   |  |                                         |                                         |                                         |    |  |                                   |                                   |                                   |

## Finale
| Finale au meilleur des 19 manches Arbitre : Paul Collier |                          |                     |
| Judd Trump Angleterre                                    | 10 - 4 ( - )             | John Higgins Écosse |
| 0 74                                                     | Centuries Meilleur break | 0 70                |
| Judd Trump remporte le Champion des champions 2021       |                          |                     |

## Centuries
- 140  Yan Bingtao
- 132, 131  Mark Selby
- 127  John Higgins
- 114, 113, 112  Kyren Wilson
- 107, 100  Neil Robertson
- 104  Judd Trump
- 104  Mark Williams
- 101  Ronnie O'Sullivan